# Ryke Geerd Hamer
Ryke Geerd Hamer (* 17. Mai 1935 in Mettmann; † 2. Juli 2017 in Sandefjord, Norwegen) war ein deutscher Mediziner und später als Wunderheiler auftretender, mehrfach verurteilter Straftäter und Antisemit, welchem infolge seiner unwissenschaftlichen und empirisch widerlegten Behandlungsmethoden die ärztliche Approbation entzogen wurde.
Er postulierte 1981 eine Eiserne Regel des Krebs und später seine Fünf Biologischen Naturgesetze, auf denen er die von ihm erfundene, medizinisch unwirksame und zudem mit erheblichen Risiken und Gefahren verbundene Behandlungsmethode Neue Medizin aufbaute. Später benannte er die Neue Medizin in Germanische Neue Medizin (GNM, auch als „Germanische Heilkunde“ bezeichnet) um.
Hamer wurde am 8. April 1986 die deutsche Approbation entzogen. Er war wegen fortgesetzten illegalen Praktizierens und Betrugs mehrfach in Deutschland und Frankreich in Haft. Es standen mehrere Haftbefehle gegen ihn aus. Bis zum Jahr 1995 wurden in Deutschland und Österreich über 80 Todesfälle von durch Hamer behandelten Patienten von den Behörden untersucht. Besonderes Aufsehen erregte 1995 der Fall der damals sechsjährigen Olivia Pilhar, deren Eltern die Therapie einer Krebserkrankung zugunsten der Methoden Hamers verweigerten und, nachdem ihnen das Sorgerecht entzogen worden war, mit dem Kind nach Spanien flohen. Erst mehrere Wochen später konnte die Sechsjährige erfolgreich mit einem anerkannten medizinischen Verfahren geheilt werden.
Hamer vertrat in Verbindung mit seiner Lehre auch antisemitische Positionen, die er im Rahmen von Verschwörungstheorien äußerte.

## Biografie
Ryke Geerd Hamer wurde am 17. Mai 1935 in Mettmann geboren. Er machte 1953 sein Abitur in Krefeld. 1953 begann Hamer an der Eberhard Karls Universität Tübingen mit dem Studium der Humanmedizin und der evangelischen Theologie. Die ärztliche Approbation erhielt er am 10. April 1962, im Dezember 1963 wurde er mit der Arbeit Untersuchungen über den Einfluß des Adaptinols auf die Dunkeladaptation des gesunden Auges promoviert. 1972 legte er die Facharztprüfung zum Internisten ab. Mit seiner Ehefrau Sigrid Hamer, einer Ärztin, hatte er vier Kinder. Eines davon, das spätere Fotomodell Birgit Hamer, war 1976 die deutsche Kandidatin zur Wahl der Miss Universe. Zwischen 1967 und 1976 praktizierten Sigrid und Geerd Hamer zusammen größtenteils im Raum Heidelberg. Wegen Unregelmäßigkeiten bei der Leistungsabrechnung verzichteten 1976 Hamer und 1978 seine Ehefrau auf die kassenärztliche Zulassung. Hamer wollte eine von ihm erfundene Knochensäge und ein Skalpell , die er weltweit patentieren ließ, durch die Firma Kienzle vermarkten; jedoch erwies sich das Skalpell herkömmlichen chirurgischen Instrumenten unterlegen und verursachte unnötige Wunden. Wegen Rückzahlungsforderungen von Gläubigern und zahlreichen Eintragungen im deutschen Schuldnerverzeichnis floh Hamer 1978 nach Italien.
Hamer starb am 2. Juli 2017 im Alter von 82 Jahren in Norwegen an einem Schlaganfall.

### Entstehung der Germanischen Neuen Medizin
Im Dezember 1978 starb Hamers Sohn Dirk im Alter von 19 Jahren, nachdem er vier Monate zuvor während eines Aufenthaltes auf Korsika durch einen Schuss in der Leistengegend schwer verletzt worden war. Dieser Schuss war infolge eines vermeintlichen Bootsdiebstahls abgegeben worden, wobei der schlafende und unbeteiligte Dirk Hamer getroffen wurde. Die Abläufe dieses Abends wurden gerichtlich später nur unzureichend aufgeklärt. Der angebliche Schütze, Viktor Emanuel von Savoyen, wurde im ersten Verfahren freigesprochen, unter anderem weil Hamer seinen Sohn gegen den Rat der behandelnden Ärzte in einem kritischen Zustand nach Deutschland in das Universitätsklinikum Heidelberg hatte verlegen lassen, so dass sich der Tod nicht mehr einwandfrei allein auf die Schussverletzung zurückführen ließ. Später wurde von Savoyen zu einer Bewährungsstrafe wegen illegalen Waffenbesitzes verurteilt. Außergerichtliche Schmerzensgeldforderungen in Millionenhöhe führten im September 1978 fast zu einer Einigung, wurden aber abgebrochen, da Hamer Druck mit möglichen Aussagen seiner zur Tatzeit schlafenden Tochter ausübte. Die Familie Savoyen überwies 200.000 DM zur Abgeltung der Krankenhauskosten.
Einige Monate später wurde 1979 bei Hamer Hodenkrebs diagnostiziert. Er ließ sich diesen Tumor chirurgisch entfernen. Hamer behauptete im Nachhinein, dass er der chirurgischen Entfernung nicht zugestimmt hätte, wenn er sein Wissen zu dieser Zeit bereits besessen hätte. In der Folge entwickelte er eine Theorie über die Entstehung von Krebserkrankungen, die ihm, wie er behauptete, von seinem verstorbenen Sohn Dirk mehrfach in Träumen bestätigt wurde. Die so entwickelten Konzepte reichte Hamer im Oktober 1981 mit dem Titel „Das Hamer-Syndrom und die Eiserne Regel des Krebs“ an der Universität Tübingen als Habilitationsschrift ein. Das Habilitationsgesuch wurde nach Begutachtung wegen wissenschaftlicher Mängel in Form und Methodik der Arbeit abgelehnt. Wegen eines Formfehlers beim Habilitationsverfahren wurde ihm zwar gerichtlich eine zweite Chance eingeräumt. So versuchte Hamer erfolglos mit juristischen Mitteln eine erneute Überprüfung seiner Habilitationsschrift zu erwirken. Die Klage wurde im Juni 2010 durch das Verwaltungsgericht Sigmaringen abgewiesen. Hamer hatte keine Erfahrung oder Ausbildung als Onkologe.
Ursprünglich nannte Hamer sein Behandlungskonzept „Neue Medizin“. Da es ihm aber nicht gelang, den Namen schützen zu lassen, und 15 andere „alternative Therapien“ ebenfalls die Bezeichnung „Neue Medizin“ trugen, beschloss er 2003 ihre Umbenennung in „Germanische Neue Medizin“, da laut Hamer „diese Medizin in Germanien, dem Volk der Dichter und Denker, der Musiker, Erfinder und Entdecker entdeckt wurde“ (vgl. Neue Deutsche Heilkunde).
Hamer generalisierte seine Theorien zur Krebsentstehung bald auf alle Krankheiten. Bis zum Entzug seiner Approbation behandelte er in den folgenden Jahren ohne Kassenzulassung an wechselnden Orten in Deutschland und Österreich hauptsächlich krebskranke Patienten. Dazu gründete er verschiedene Privatkliniken („Dammersmoor“, „Rosenhof“), die teilweise wegen fehlender Zulassung illegal waren. In einer dieser Kliniken überlebten nach Recherchen des Stern nach einem Jahr „Therapie“ von 50 Patienten nur 7, und keiner der Überlebenden war gesund. Vorher behauptete Hamer auf einem Heilpraktiker-Kongress in Mainz dagegen, dass von den 50 behandelten Patienten 7 wegen „Komplikationen während der Genesung“ gestorben seien.
Hinsichtlich der Opfer seiner Behandlungsmethoden sagte Hamer in einem Fernsehinterview, er könne „nicht jeden Patienten retten. Wenn der von der Schulmedizin nach der zehnten Chemorunde kommt und ist kaputt, da ist alles kaputt, [...] vergiftet worden. Ja, da können Sie nicht sagen: ‚Ja, der ist jetzt zum Hamer und dann ist er da doch gestorben.‘ Natürlich stirbt er da. Das ist immer möglich. Aber es sterben jeden Tag in Deutschland Zigtausende, und wenn da wirklich hundert bei mir gestorben wären, die vorher schulmedizinisch behandelt waren, das wäre gar nichts.“ Eine Krankenschwester, die in einer der Kliniken Hamers gearbeitet hatte, sagte aus, Hamer habe kaum nach den Patienten geschaut. Die Therapie habe vor allem aus gemeinsamem Singen und Essen bestanden. Wenn es ans Sterben gegangen sei, habe Hamer die Patienten nach Hause geschickt.
Es gibt Schätzungen, wonach 500 Menschen, die nach Hamers Methode behandelt wurden, den Tod fanden.

### Approbationsentzug, Verurteilungen und Haftstrafen
Hamer wurde 1986 die Zulassung als Arzt entzogen. Das Verwaltungsgericht Koblenz hielt dazu im Urteil vom 19. Juli 1989 fest, dass Hamer wegen einer Schwäche seiner geistigen Kräfte, wegen Unzuverlässigkeit und wegen seiner psychopathologischen Persönlichkeitsstruktur sowie wegen mangelnder Einsichtsfähigkeit zur Ausübung des ärztlichen Berufes unfähig geworden sei (VG Koblenz, Az. 9K215/8). Trotzdem praktizierte Hamer illegal weiter. 1992 wurde er in Köln zu sechs Monaten Haft auf Bewährung verurteilt, nachdem einem jungen Mann nach Falschbehandlung ein Bein amputiert werden musste. Die Strafe wurde später auf vier Monate verkürzt.
1997 wurde Hamer wiederum in Köln verhaftet und wegen Verstoßes gegen das Heilpraktikergesetz zu einer Freiheitsstrafe von 19 Monaten ohne Bewährung verurteilt, von denen er 12 in der Justizvollzugsanstalt Köln-Ossendorf verbüßte. Ausgangspunkt der Anklage waren Anzeigen von Angehörigen nach dem Tod von drei Krebspatienten, die nach der Neuen Medizin behandelt worden waren.
Ab 1990 hatte Hamer im Schloss Burgau Räume vom Eigentümer, der Gemeinde Burgau (Steiermark), angemietet und ein Zentrum für Neue Medizin eingerichtet, das 1995 behördlich geschlossen wurde.
Hamer verlagerte in den 1990er Jahren seine Aktivitäten nach Frankreich und Spanien. Von September 2004 bis zu seiner vorzeitigen Entlassung im Februar 2006 saß Hamer in Frankreich eine dreijährige Haftstrafe nach dem Tod mehrerer Krebspatienten ab. Zuvor wurde er durch das Berufungsgericht Chambéry in Abwesenheit wegen Betrugs und der Komplizenschaft bei der illegalen Ausübung einer medizinischen Tätigkeit verurteilt. Die Verhaftung erfolgte im September 2004 in Málaga, er wurde danach nach Frankreich ausgeliefert. Geklagt hatten Angehörige mehrerer verstorbener Patienten.
In Österreich, wo besonders der Fall Olivia Pilhar Aufmerksamkeit erregte, bestand ein Haftbefehl gegen ihn. Auch in Deutschland lag ein Haftbefehl vor, dem er sich durch Flucht ins Ausland (Norwegen) entzog. In Europa sind mittlerweile viele Tote durch die GNM gerichtsbekannt, allein bis zum Jahr 1995 wurden in Deutschland und Österreich über 80 Todesfälle von durch Hamer behandelten Patienten von den Behörden untersucht. Die Medizinjournalistin Krista Federspiel geht davon aus, dass etwa 500 Menschen infolge der „Behandlung“ von Hamer gestorben seien.
Seit 2007 hielt sich Hamer in Norwegen auf, um sich deutschen und österreichischen Strafverfahren wegen Volksverhetzung und Körperverletzung mit Todesfolge zu entziehen. Er trat dort als „Rektor“ der „Universitet Sandefjord“ auf, einer Scheinuniversität, unter deren Namen er einen Kleinverlag betrieb. Sein Gesuch, in Norwegen approbiert zu werden, wurde im April 2010 vom Gericht in Sandefjord abgewiesen.
Nach 2008 versuchte Hamer erneut, vor Gericht seine deutsche Approbation zurückzuerlangen. Sein Gesuch wurde jedoch im Februar 2017 abgewiesen (VG Frankfurt Main. Az. 4K3468/16.F).

## Germanische Neue Medizin
Hamer behauptete, die von ihm entdeckte „Neue Medizin“ kenne die Ursachen jeder sogenannten Krankheit und schließe darüber hinaus auch die Therapie mit ein. Sie basiere auf fünf empirisch gefundenen „Biologischen Naturgesetzen“, den sogenannten „Eisernen Regeln“, die auf jeden Fall bei einer Erkrankung bei Mensch, Tier und Pflanze zuträfen. Er behauptete, diese sei damit eine strenge Naturwissenschaft. Hamers Lehren genügen wissenschaftlichen Ansprüchen nicht und haben keinerlei fachliche Anerkennung gefunden.
Hamer zufolge sei der Auslöser einer jeden sogenannten Krankheit immer ein Biologischer Konflikt, ein Schockerlebnis, das Hamer als DHS (Dirk-Hamer-Syndrom) bezeichnete. Namensgebend war Hamers eigener Schock nach dem Unfalltod seines Sohnes Dirk, in dem Hamer den Grund für seinen späteren Hodenkrebs sah. Hamer postulierte die Möglichkeit einer Diagnosestellung dieses Syndroms durch kreisförmige Hamer-Herde im Gehirn mittels Computertomographie.
Sogenannte Krebs-Erkrankungen seien in Wahrheit sinnvolle biologische Sonderprogramme („SBS“) und an sich bereits ein Teil des natürlichen Heilungsprozesses, der nach dem auslösenden Schockerlebnis beginne. Dieser Heilungsprozess – an dem auch Bakterien, Viren und Pilze beteiligt seien – dürfe nur in Ausnahmefällen durch Medikamente oder Operationen unterstützt werden. In der Behandlung, so behauptete Hamer, komme es vor allem auf den gesunden Menschenverstand an, nämlich darauf, dem Patienten die Zusammenhänge der „Germanischen Neuen Medizin“ zu erklären und die Angst vor der Krankheit zu nehmen, schließlich auf die Konfliktlösung oder Auflösung des Konflikt-Erlebnisses. Dies sei zum Beispiel beim Krebs die Voraussetzung für die natürliche Heilung.
Heilungsversprechen, die von Hamer und seinen Anhängern für bis zu 95 % der Fälle von sogenannten Krebserkrankungen gemacht wurden, haben dazu geführt, dass beeinflusste Krebspatienten und deren Angehörige fest an die Germanische Neue Medizin glaubten und Behandlungen im Rahmen der konventionellen Medizin zum Teil kategorisch ablehnten. Um Hamer hat sich in verschiedenen Ländern eine Anhängerschaft gebildet, die die Lehre der GNM intensiv auf Vorträgen, Stammtischen und im Internet auf verschiedenen Homepages und Diskussionsforen verbreitet.
Hamer gehörte auch zu den AIDS-Leugnern. Für ihn war AIDS eine Allergie gegen Smegma, daher seien, so Hamer, nur Nichtjuden davon betroffen, denn Juden seien durch die Beschneidung dagegen gefeit. Karies war nach Hamers Theorien ein Konflikt des „Nicht-zubeißen-Könnens“, der entstehe, weil Schulkinder von ausländischen Mitschülern eingeschüchtert würden, und Diabetes bei linkshändigen Frauen das Ergebnis eines Sexualkonflikts.

### Der Fall Olivia Pilhar
Europaweites Aufsehen in den Medien erregte Hamer 1995 mit dem Fall der damals sechsjährigen Olivia Pilhar. Bei ihr wurde am 18. Mai ein Wilms-Tumor im Frühstadium im Landesklinikum Wiener Neustadt diagnostiziert. Dieser ist bei 90 % der betroffenen Patienten mit konventioneller Medizin auch langfristig heilbar. Bei Olivia wurde eine Heilungschance von 95 % angegeben. Die Pilhars gehörten der Fiat-Lux-Bewegung an, deren Gründerin Erika Hedwig Bertschinger-Eicke sie an Hamer verwies. Hamer machte den Eltern des Mädchens Hoffnung auf Heilung durch seine sogenannte GNM. Die Eltern verweigerten deshalb die Behandlung mittels Chemotherapie und Operation, worauf ihnen das Sorgerecht entzogen wurde. Um dem Zugriff durch das Gericht zu entgehen, flüchteten sie mit ihrer Tochter über Deutschland und die Schweiz nach Málaga, die Flucht wurde von vier Fiat-Lux-Sektenanhängern ermöglicht. Hamer präsentierte das unter Schmerzen stehende Mädchen der Presse, womit sich die öffentliche Meinung gegen Hamer richtete. Erst nach Verhandlungen mit den Eltern kehrten diese nach 72 Tagen nach Österreich zurück. Hier wurde dem Mädchen der inzwischen mehrere Kilogramm schwere und fußballgroß gewachsene Tumor nach Entzug des Sorgerechts gegen den Willen der Eltern entfernt und erfolgreich mittels Radiochemotherapie im Allgemeinen Krankenhaus der Stadt Wien behandelt, die Überlebenswahrscheinlichkeit war bereits auf 10 % gesunken. Die Eltern wurden 1997 wegen fahrlässiger Körperverletzung zu acht Monaten Freiheitsstrafe auf Bewährung verurteilt. Olivia gilt inzwischen als geheilt. Hamer selbst entzog sich einer gerichtlichen Verfolgung in Österreich durch Flucht nach Spanien.
Im Nachhinein wurden von verschiedenen Autoren (insbesondere der Medizinjournalistin Krista Federspiel) alle Beteiligten kritisiert; sie hätten den Fall für die Förderung ihrer jeweiligen Interessen und Ansichten genutzt. Insbesondere die Medien hätten durch das Veröffentlichen reißerischer Berichte Profit aus der Erkrankung geschlagen und Hamers Theorien eine unkritische Plattform geboten.
Olivias Vater Helmut Pilhar (1965–2022), der von seiner Ehefrau Erika als „Jünger Hamers“ bezeichnet wurde, vermarktete mittlerweile die GNM hauptberuflich und bestritt dadurch den Lebensunterhalt für sich und seine Familie. Auf seiner Webseite bestritt Pilhar zudem die Existenz des Coronavirus, das für COVID-19 verantwortlich ist.
Ein ähnlicher Fall ereignete sich auch im Jahr 2009/2010, als die Eltern einer Zwölfjährigen eine weitere Chemotherapie ihrer Tochter ablehnten und sich an Hamer wandten. Durch die Verzögerung der Therapie metastasierte der zunächst begrenzte Krebs. Hamer bestritt das Vorhandensein von Metastasen und stellte noch am 8. November 2009 in einem „Abschlussgutachten“ fest, das Kind sei „quasi gesund“, er könne „wirklich keinen Grund finden, woran das Mädchen sterben könnte“. Sechs Wochen später verstarb das Mädchen. Hamer spekulierte daraufhin, Bezug nehmend auf seine Verschwörungstheorien, es sei nicht auszuschließen, dass das Mädchen sowie ein weiterer verstorbener Patient in seiner Behandlung „unbemerkt einen Chip implantiert bekommen hatten, sodass man sie beide punktgenau ausknipsen konnte“.
Im gleichen Jahr verstarb ein an Diabetes erkranktes vierjähriges Mädchen, dessen in rechtsextremen Kreisen sozialisierte Eltern (Artgemeinschaft – Germanische Glaubens-Gemeinschaft wesensgemäßer Lebensgestaltung bzw. Wiking-Jugend) auf Hamers Lehren vertrauend eine medizinische Behandlung ihrer Tochter versäumt hatten. Die Eltern wurden später zu Bewährungsstrafen wegen unterlassener Hilfeleistung verurteilt.

### Medizinische Beurteilungen
Die Germanische Neue Medizin steht im Widerspruch zum anerkannten medizinischen Wissensstand. Hamers Krebsentstehungstheorie ist aus wissenschaftlicher Sicht falsch.
Der Krebsinformationsdienst des deutschen Krebsforschungszentrums, die deutsche Krebsgesellschaft, die Schweizerische Studiengruppe für komplementäre und alternative Methoden bei Krebs, die Bayerische Krebsgesellschaft, weitere Wissenschaftler sowie Ärztekammern und Verbraucherzentralen widersprechen den Behauptungen Hamers. Sie betonen die völlige Wirkungslosigkeit seiner Methoden, die günstigstenfalls einer verantwortungslosen Krebstherapie durch Nichtstun gleichkäme und ansonsten mit hohen vermeidbaren Risiken verbunden sei. Auch die Schweizerische Studiengruppe für Komplementäre und Alternative Methoden bei Krebs (SKAK) sieht keinerlei Anzeichen für eine Wirksamkeit von Hamers Methoden und rät von einer Behandlung ab.
Einen Wirksamkeitsnachweis gibt es nicht. Fachleute raten von GNM ab. Die Hamer-Herde werden von Radiologen als Ringartefakte identifiziert. Die Fallbeschreibungen, die Hamer und seine Anhänger vorstellen, sind aufgrund fehlender Daten aus wissenschaftlicher Sicht nicht brauchbar. Die durch GNM geforderte Vermeidung von wirksamen konventionellen Behandlungsverfahren und die falsche Sicherheit, die Patienten suggeriert wird, haben negative Folgen. Die Empfehlung des völligen Verzichts auf Schmerzmittel wird scharf kritisiert, weil dies unnötiges Leiden für viele Krebskranke bedeute.
Eine psychoonkologische Studie von Manfred Heim zur Untersuchung von Spontanremissionen listet die GNM als eine der von Patienten berichteten „subjektiven Heilungstheorien“. 4 von 63 Patienten führten eine wahrgenommene Spontanremission auf die GNM zurück, weniger als beispielsweise auf Gottesglauben, Diäten oder Geistheilung. Diese subjektiven Theorien wiesen laut Studie keinen Bezug zu schulmedizinischer Behandlung, tatsächlichen Behandlungserfolgen oder auch nur der bestätigten Existenz einer Krebserkrankung auf.
Entgegen der von Hamers Anhängern verbreiteten Behauptung, die Ausübung der GNM sei verboten, ist dies nicht der Fall, die Therapiefreiheit des Arztes schließt auch die Anwendung der GNM mit ein. Da die Germanische Neue Medizin jedoch dem anerkannten medizinischen Wissensstand widerspricht, kann dies für Behandler standesrechtliche und allgemeinjuristische Konsequenzen haben. Ärzten, die nach dieser Methode vorgehen, droht eine Anklage wegen Körperverletzung durch unterlassene Hilfeleistung, falls sie die konventionelle Behandlung abbrechen oder nicht beginnen, und der Entzug der Approbation aufgrund grober Behandlungsfehler, Verletzung ärztlicher Sorgfaltspflichten und vorsätzlicher Falschbehandlung.

### Anhänger
Wegen ihres Antisemitismus ist die Pseudomedizin vor allem in der rechtsextremen Szene verbreitet. Zu den Anhängern der Germanischen Neuen Medizin gehört u. a. Peter Fitzek, ein selbsternannter König von Deutschland. Auch in der Mikronation Fürstentum Germania fanden sich mehrere Anhänger.
2005 war auf einer Demonstration von Anhängern der Germanischen Neuen Medizin in Heidelberg von einem „Chemo-Holocaust“ die Rede, der angeblich an Deutschen verübt werde.
Der französische Arzt Claude Sabbah entwickelte, basierend auf Hamers GNM, ein Konzept der „biologie totale“, das ebenfalls traumatische Erlebnisse und Konflikte als Ursache aller Krankheiten postuliert und entsprechende Behandlungen ableitet. Nachdem ein von ihm behandelter Patient verstorben war, wurde Sabbah Ende 2015 zu einer zweijährigen Haftstrafe und 30.000 Euro Geldstrafe wegen „Etikettenschwindels“ (franz.: publicité mensongère) verurteilt.
In der Bergmannsheil und Kinderklinik Buer gab es zeitweilig ein an die GNM angelehntes Therapieprogramm in der Abteilung Pädiatrische Psychosomatik. Der Dokumentarfilm Elternschule gewährte Einblicke in die Behandlung.
Für Anhänger der GNM besteht kein Zusammenhang zwischen Rauchen und Lungenkrebs. Metastasierungen seien demnach eine Folge des Schocks aufgrund der Diagnose.
Ebenso behaupten Anhänger der GNM, dass auch die COVID-19-Pandemie durch einen gemeinschaftlichen Konflikt zu erklären sei, und lehnen Abstands- und Hygienemaßnahmen, Testen oder Quarantäne ab. Auch vor dem Impfen wird gewarnt: Dies führe zu einem psychischen Konflikt, der Autismus und Epilepsie auslöse. Der Verein Studienkreis 5BN, der Hamers „5 Biologische Naturgesetze“ propagiert, verteilte über die sozialen Medien einen Infozettel, der ausdrücklich vor dem Tragen eines Mund-Nasen-Schutzes warnte, da dieser Lungenkrankheiten fördere.

## Antisemitismus und Verschwörungstheorien
Seit seiner Verhaftung sah sich Hamer selbst durch Kräfte verfolgt, die er als „jüdische Schulmedizin“ bezeichnete. Er behauptete, „jüdische Logen“ beeinflussten Professoren, Journalisten und Juristen, um eine „beispiellose Erkenntnisunterdrückungskampagne“ der „dummen alten Schulmedizin“ gegen Hamers GNM durchzusetzen. Bei dieser Kampagne handele es sich um „den wahnsinnigen Kampf der Talmud-Zionisten, alle Nichtjuden umbringen zu wollen“. Die Germanische Medizin sei dagegen durch eine Entscheidung von „Oberrabbi“ Karol Wojtyła und „Chabad-Messias“ Schneerson seit 1981 nur für jüdische Patienten erlaubt.

„Die jüdische Religion teilt bekanntlich alles ein in gutartig u. bösartig, so auch in der jüdischen sog. Schulmedizin. Wir Nichtjuden werden gezwungen, weiterhin die jüdische Schulmedizin zu praktizieren. […] 15 Millionen Eurer Mitbürger aus Eurem Volke sind in den letzten 20 Jahren [durch diese] umgebracht worden […].“

Zu Hamers antisemitischen Verschwörungstheorien gehörte auch seine Behauptung, die allermeisten Onkologen in Deutschland seien Juden und „in Deutschland kriegt kein Jude Chemo“ (Chemotherapie). Durch die Kanülen bei der Chemotherapie würden nach Hamers Meinung „Chips“ eingepflanzt, die mit „Giftkammern“ versehen seien, die per Satellit ausgelöst werden können, um Patienten gezielt zu töten.

„Diese Chips, die werden in die Kanüle vorne eingesetzt. Die Kanüle hat einen Durchmesser von 0,3 Millimeter und da können sie so einen Chip einsetzen, beliebig lang, einen Millimeter oder zwei je nach dem. Und der hat dann also Giftkammern und da ist ja ein Patent angemeldet sogar und die können sie dann beliebig, per Satellit auslösen. Und denn ist er tot.“

Auch die Impfkampagne gegen die Pandemie H1N1 2009/10 („Schweinegrippe“) sei benutzt worden, um Menschen mit Chips zu markieren.
In einigen seiner Veröffentlichungen berief sich Hamer auf den „Oberrabiner Dr. Esra Götz“, der seine Theorien bestätige. Dabei handelt es sich um den wegen Titelanmaßung und Volksverhetzung verurteilten Iwan Götz aus dem Umfeld einer so genannten Kommissarischen Reichsregierung. In Anlehnung an die verschwörungstheoretischen Argumentationen der Reichsbürgerbewegung hielt Hamer die Bundesrepublik Deutschland für ein „alliiertes Besatzungsgebiet“, das keine gültige Verfassung oder Justiz habe. Die Gerichte seien „Firmen“, deren Besitzer „Logenmeister“ seien, die (laut „Logenverfassung“) stets der jüdischen Religion angehören müssten. 2006 äußerte er seine Bereitschaft, als Reichspräsident eines zukünftigen Deutschen Reichs zu kandidieren, und stellte 2009 einen Verfassungsentwurf für einen neuen Staat Germanien vor, der über eine eigene Zeitrechnung (13 Monate à 28 Tage pro Jahr) und ein auf der GNM basierendes Gesundheitssystem verfügen sollte.
2006 sagte Hamer in einem Interview: „Ich glaube noch nicht einmal an den Holocaust, jedenfalls nicht in der Weise, wie er uns erzählt wird. Ich glaube auch nicht, dass der Mensch auf dem Mond war, und viel schlimmer, dass die Twin Towers durch Araber zum Einsturz gebracht wurden, aber daran glaubt ja nun fast niemand mehr.“

## Schriften (Eigenverlag, Auswahl)
- Mein Studentenmädchen: die urarchaische Zaubermelodie. Amici di Dirk, 2013.
- Kurzfassung der Neuen Medizin. 3. Auflage. Amici di Dirk – Ediciones de la Nueva Medicina S.L., Fuengirola, España 2000, ISBN 84-930091-8-0.
- Vermächtnis einer Neuen Medizin, Band 1. 1. Auflage. Amici di Dirk Verlagsgesellschaft, 1987, ISBN 3-926755-00-8.
- Einer gegen alle. Amici di Dirk, ISBN 978-84-96127-15-9.

## Auszeichnungen
- 2016 erhielt Ryke Geerd Hamer den Negativpreis Das Goldene Brett für den größten unwissenschaftlichen Humbug der vergangenen zwölf Monate.[81]